# Lever de soleil sur Mercure
Lever de soleil sur Mercure (titre original : Sunrise on Mercury) est une nouvelle de science-fiction de Robert Silverberg.
Depuis sa parution en 1957, elle a été éditée dans une vingtaine de recueils de Robert Silverberg (dont trois qui ont été intitulés de son nom) ainsi que dans diverses anthologies.

## Publications

### Publication initiale
La nouvelle est parue en mai 1957 avec le titre Sunrise on Mercury dans le magazine Science Fiction Stories, sous le pseudonyme de Calvin M. Knox.

### Publications et reprises en anthologies
De 1957 à 2012, elle a été reprise dans une vingtaine de recueils de Robert Silverberg ainsi que dans diverses anthologies. 
Trois recueils reprenant des nouvelles de Silverberg ont reçu un titre faisant explicitement référence à cette nouvelle :
- Sunrise on Mercury and Other Science Fiction Stories (mai 1975) chez Ed. Thomas Nelson[2] ;
- Sunrise on Mercury (avril 1983) chez Gollancz (Royaume-Uni)[3] ;
- Sunrise on Mercury (février 1986) chez Pan Books[4].

### Publications en France
La nouvelle a été publiée en langue française en 2002 dans le recueil Le Chemin de la nuit (grand format), avec une traduction d'Hélène Collon ; une nouvelle édition en format poche est intervenue en 2004 avec la même traduction. Elle est donc l'une des 124 « meilleures nouvelles » de Silverberg sélectionnées pour l'ensemble de recueils Nouvelles au fil du temps, dont Le Chemin de la nuit est le premier tome.

### Publications dans d'autres pays
La nouvelle est parue :
- en Espagne, en 1963, sous le titre Amanecer en Mercurio ;
- en Allemagne, en 1976, sous le titre Der Todeswunsch.

## Résumé
L'équipage de la fusée spatiale Leverrier qui doit se poser sur Mercure, sur la mince bande séparant la zone ensoleillée hyper-brûlante et la zone sans soleil hyper-glaciale, doit faire face à un problème inattendu : la tentative de suicide de l'astronavigateur Curtis. Celui-ci est maîtrisé de justesse par ses collègues et placé dans une cabine.
Comme c'est Curtis qui avait calculé la trajectoire, le commandant Ross préfère qu'on se pose au jugé, sans passer par les calculs de Curtis.
La fusée se pose sur le sol mercurien, et les astronautes commencent à installer leurs équipements d'observation.
Mais quelques heures après, le soleil apparaît soudainement ! La fusée est en effet posée non pas du côté froid de la bande, mais du côté Soleil : très prochainement, la température va devenir intenable. Comment une telle erreur, qui pourrait être fatidique à l'expédition, a-t-elle pu se produire ?
Le chef de bord rappelle immédiatement les spationautes qui travaillent dehors, et finalement tout le monde parvient à rejoindre la fusée. Mais le commandant Ross et son adjoint n'arrivent pas à calculer la trajectoire de sortie. Soudain Curtis, que tout le monde avait oublié, parvient à se suicider avec une paire de ciseaux. Le commandant et son adjoint récupèrent immédiatement leurs facultés mentales et parviennent à faire quitter la surface mercurienne sans souci.
Tandis que la fusée s'élève hors de Mercure, les astronautes constatent l'existence d'une sorte de lac argenté. Or ce lac argenté semble être vivant et intelligent, diffusant des pensées télépathiques. Les astronautes découvrent que ce lac vivant « voulait faire plaisir à Curtis » en l'aidant dans son suicide, et que c'est lui qui avait embrouillé les facultés mentales du commandant et de son adjoint, et falsifié les données pour faire poser la fusée sur le sol.
Le commandant Ross propose à l'équipage de se rapprocher de ce lac argenté afin de l'examiner de plus près. Les autres membres refusent fermement. Ross insiste et reproche au Lac argenté de ne pas l'aider à convaincre mentalement ses collègues.
Lorsque l'équipage revint quelques semaines après sur Terre, on put expliquer très facilement les motifs de la tentative de suicide de Curtis (stress du voyage). En revanche personne ne sut expliquer pourquoi le commandant Ross avait « décidé » de rester sur Mercure…